# 県庁前停留場 (愛媛県)
県庁前停留場（けんちょうまえていりゅうじょう）は、愛媛県松山市一番町四丁目にある伊予鉄道城南線の停留所である。停留所番号は20。
ここから上一万にかけて、連続登り勾配となる。

## 歴史[2]
- 1911（明治44）年：松山電気軌道により商品陳列所前停留場として開業。
- 1944（昭和19）年：県庁前停留場に改称。
- 1949（昭和24）年：複線化、路線変更。変更前は裁判所前の道幅が非常に狭く、城南線はその部分のみ単線となっていた。

## 構造
上下線とも安全地帯付。

### のりば
| ホーム | 路線        | 行先                     |
| ------ | ----------- | ------------------------ |
| 北側   | ■2号線 環状 | 大街道・赤十字病院前方面 |
| 北側   | ■3号線      | 道後温泉行き             |
| 北側   | ■5号線      | 道後温泉行き             |
| 南側   | ■1号線 環状 | 松山市駅行き             |
| 南側   | ■3号線      | 松山市駅行き             |
| 南側   | ■5号線      | JR松山駅前行き           |

## 周辺
- 愛媛県庁
- 松山地方裁判所
- 松山地方検察庁
- NTT西日本愛媛支社（四国統括局）
- 伊予鉄バス・JR四国バス「県庁前」停留所
- 城山公園
- 毎日新聞松山支局

## 隣の停留場
伊予鉄道
環状線（■1号線・■2号線）・■3号線・■5号線
大街道停留場 (19) - 県庁前停留場 (20) - 市役所前停留場 (21)